# Lonivka, Iemilciîne
Lonivka (în ucraineană Льонівка) este un sat în comuna Osivka din raionul Iemilciîne, regiunea Jîtomîr, Ucraina.

## Demografie
Componența lingvistică a localității Lonivka
     Ucraineană (99,04%)
Conform recensământului din 2001, majoritatea populației localității Lonivka era vorbitoare de ucraineană (99,04%), existând în minoritate și vorbitori de alte limbi.